# Nałanek wołyniak
Nałanek wołyniak, nałanek krzyżowiec, giełzyk (Anisoplia agricola) – gatunek chrząszcza z rodziny poświętnikowatych i podrodziny rutelowatych. Zamieszkuje palearktyczną Eurazję.

## Taksonomia
Gatunek ten opisany został po raz pierwszy w 1761 roku przez Nikolausa Podę von Neuhausa pod nazwą Scarabaeus agricola. Stanowi gatunek typowy rodzaju Anisoplia.

## Morfologia
Chrząszcz o owalnym w zarysie ciele długości od 10,5 do 13,5 mm, masywniej zbudowanym niż u nałanka zbożowego i A. villosa. Głowa i przedplecze są czarne ze słabym połyskiem metalicznym, całe porośnięte gęstymi, stosunkowo długimi włoskami.  Pokrywy są żółtobrunatne do czerwonobrunatnych z czarnym wzorem w postaci plam lub pasków albo całkowicie czarne. Punktowanie rzędów i międzyrzędów przechodzi w słabo zaznaczone poprzeczne zmarszczki. Na pokrywach występuje krótkie i rzadkie owłosienie, tylko przy tarczce dłuższe i gęstsze. Obie płcie mają boczną krawędź pokrywy z żeberkowatym zgrubieniem poniżej guza barkowego słabo wykształconym lub całkiem zanikłym. Całe pygidium obrośnięte jest dość długimi, gęsto rozmieszczonymi włoskami. Odnóża mają stosunkowo tęgie golenie. Przednia para stóp u obu płci jest krótka i gruba, natomiast dymorfizm płciowy wyraża się w budowie pazurków. Spodnią stronę ciała porasta gęste owłosienie.

## Ekologia i występowanie
Owad rozmieszczony głównie w strefie lasostepów, zasiedlający czarnoziemy i gleby gliniaste. Aktywne osobniki dorosłe spotyka się latem. Żerują na głównie niedojrzałych ziarnach traw, w tym zbóż. Cykl rozwojowy zajmuje przeciętnie dwa lata. Pędraki żyją w glebie, żerując na korzeniach traw i roślin zielnych.
Gatunek palearktyczny, znany z Austrii, Szwecji, Polski, Czech, Słowacji, Węgier, Białorusi, Ukrainy, Mołdawii, Rumunii, Bułgarii, Słowenii, Chorwacji, Bośni i Hercegowiny, Serbii, Czarnogóry, Albanii, Macedonii Północnej, Grecji, europejskiej i syberyjskiej części Rosji, europejskiej i anatolijskiej części Turcji, Armenii, Kazachstanu, Kirgistanu i Mongolii. W Polsce jest notowany bardzo rzadko i tylko w południowej części kraju. Na „Czerwonej liście zwierząt ginących i zagrożonych w Polsce” umieszczony został jako gatunek zagrożony wyginięciem (EN). Na „Czerwonej liście gatunków zagrożonych Republiki Czeskiej” również umieszczony jest jako gatunek zagrożony wymarciem (EN).